# Özvegy bülbül
Az özvegy bülbül (Pycnonotus melanoleucos) a madarak osztályának verébalakúak (Passeriformes) rendjébe, a bülbülfélék (Pycnonotidae) családjába tartozó faj.
A magyar név forrással nincs megerősítve.

## Előfordulása
Brunei, Indonézia, Malajzia, Szingapúr és Thaiföld területén honos. Lombos erdők, erdőszélek és nyílt síkságok lakója, de megtalálható kertekben és ültetvényeken is.